# Barylypa apicalis
Barylypa apicalis är en stekelart som först beskrevs av Cresson 1865.  Barylypa apicalis ingår i släktet Barylypa och familjen brokparasitsteklar. Inga underarter finns listade.